# Liste der Kulturdenkmale in Burg (Dithmarschen)
In der Liste der Kulturdenkmale in Burg (Dithmarschen) sind alle Kulturdenkmale der schleswig-holsteinischen Gemeinde Burg (Kreis Dithmarschen) aufgelistet (Stand: 10. März 2025).
Die Bodendenkmale sind in der Liste der Bodendenkmale in Burg (Dithmarschen) erfasst.

## Legende
In den Spalten befinden sich folgende Informationen:
- Objekt-ID: die Nummer des Kulturdenkmales
- Lage: die Adresse des Kulturdenkmales und die geographischen Koordinaten. Kartenansicht, um Koordinaten zu setzen. In der Kartenansicht sind Kulturdenkmale ohne Koordinaten mit einem roten Marker dargestellt und können in der Karte gesetzt werden. Kulturdenkmale ohne Bild sind mit einem blauen Marker gekennzeichnet, Kulturdenkmale mit Bild mit einem grünen Marker.
- Offizielle Bezeichnung: Bezeichnung des Kulturdenkmales
- Beschreibung: die Beschreibung des Kulturdenkmales
- Bild: ein Bild des Kulturdenkmales

## Sachgesamtheiten
| Objekt-ID      | Lage                                                                             | Offizielle Bezeichnung                         | Beschreibung | Bild                             |
| -------------- | -------------------------------------------------------------------------------- | ---------------------------------------------- | --- | -------------------------------- |
| 51994          | Am Bahnhof 1-3, Am Stellwerk 2, Erwin-Behn-Straße 2 (54° 0′ 28″ N, 9° 14′ 58″ O) | Bahnhof Burg (Dithmarschen)                    | Bahnhof Burg (Dithmarschen); 1916; am nordwestlichen Ortsausgang von Burg gelegene Sachgesamtheit aus Bahnhofsgebäude, Güterschuppen, Wohnhaus des Stationsvorstehers und Stellwerk - Begründung: geschichtlich, städtebaulich, technisch, Kulturlandschaft prägend - Schutzumfang: Bahnhofsgebäude, Güterschuppen (Am Bahnhof 1-3), Wohnhaus (Erwin-Behn-Straße 2), Stellwerk (Am Stellwerk 2, Brickeln) | weitere Fotos \| Fotos hochladen |
| 40540 Wikidata | Am Markt (53° 59′ 47″ N, 9° 15′ 53″ O)                                           | Petri-Kirche                                   | Aktualisierung vorgesehen - Begründung: geschichtlich, künstlerisch, städtebaulich, Kulturlandschaft prägend - Schutzumfang: Petri-Kirche mit Ausstattung, Glockenstuhl, Kirchhof, Grabmale bis 1870 | weitere Fotos \| Fotos hochladen |
| 55037          | Bahnhofstraße 31, 33 (54° 0′ 4″ N, 9° 15′ 30″ O)                                 | ehem. Landwirtschaftsschule mit Direktorenhaus | ehem. Landwirtschaftsschule mit Direktorenhaus; 1927/28, Planung Kreis Dithmarschen, künstlerische Gestaltung Hans Groß; traufständiger, zweigeschossiger, neunachsiger Sichtziegelbau mit Blendkolonnade und anschwingendem Walmdach; über Tormauer verbundenes ehem. Direktorenhaus, zweigeschossiger Sichtziegelbau mit angeglichener Gestaltung und anschwingendem Walmdach; 1960 von Koppelmann und Schäfer mit auskragenden Kastenfenstern versehen - Begründung: geschichtlich, künstlerisch, städtebaulich - Schutzumfang: ehem. Direktorenhaus Bahnhofstraße 31, Grundschule (ehem. Landwirtschaftsschule) Bahnhofstraße 33 | BW                               |

## Bauliche Anlagen
| Objekt-ID      | Lage                                             | Offizielle Bezeichnung                    | Beschreibung | Bild                             |
| -------------- | ------------------------------------------------ | ----------------------------------------- | --- | -------------------------------- |
| 3111 Wikidata  | Am Bahnhof 1–3 (54° 0′ 27″ N, 9° 14′ 57″ O)      | Bahnhofsgebäude                           | Bahnhofsgebäude; 1916, Architekt Ewald M. J. Klatt; eingeschossiger Sichtbacksteinbau im Heimatschutzstil mit neubarocken Formen mit ausgebautem Mansardwalmdach und Mittelrisaliten an beiden Längsseiten - Begründung: geschichtlich, künstlerisch, städtebaulich - Schutzumfang: gesamtes Objekt - Denkmaltyp: Bauliche Anlage, Sachgesamtheit: Bahnhof Burg (Dithmarschen)                                 | weitere Fotos \| Fotos hochladen |
| 98 Wikidata    | Am Markt 9 (53° 59′ 49″ N, 9° 15′ 50″ O)         | Fachhallenhaus                            | Alteintragung (Aktualisierung vorgesehen) - Begründung: Alteintragung (Aktualisierung vorgesehen) - Schutzumfang: Alteintragung (Aktualisierung vorgesehen) - Denkmaltyp: Bauliche Anlage | weitere Fotos \| Fotos hochladen |
| 2404 Wikidata  | Am Markt (53° 59′ 47″ N, 9° 15′ 53″ O)           | Kirche St. Petri mit Ausstattung          | Alteintragung (Aktualisierung vorgesehen) - Begründung: geschichtlich, künstlerisch, städtebaulich - Schutzumfang: Petri-Kirche mit Ausstattung, Glockenstuhl - Denkmaltyp: Bauliche Anlage, Sachgesamtheit: Petri-Kirche | weitere Fotos \| Fotos hochladen |
| 24573          | Bahnhofstraße 31 (54° 0′ 4″ N, 9° 15′ 29″ O)     | ehem. Direktorenhaus                      | ehem. Direktorenhaus; 1927/28, Bauherr und Planer Kreis Dithmarschen; zweigeschossiger Sichtziegelbau mit über Gesims rückgesetztem Obergeschoss, anschwingendem Walmdach und Verbindungsmauer zur Schule mit Tor - Begründung: geschichtlich, künstlerisch, städtebaulich - Schutzumfang: ehem. Direktorenhaus, - Denkmaltyp: Bauliche Anlage, Sachgesamtheit: ehem. Landwirtschaftsschule mit Direktorenhaus | BW                               |
| 24485          | Bahnhofstraße 33 (54° 0′ 5″ N, 9° 15′ 30″ O)     | Grundschule (ehem. Landwirtschaftsschule) | Schule; 1927/28, Bauherr Kreis Dithmarschen, künstlerische Gestaltung Hans Groß; traufständiger, zweigeschossiger Sichtziegelbau mit neun Achsen, Blendkolonnade und anschwingendem Walmdach - Begründung: geschichtlich, künstlerisch, städtebaulich - Schutzumfang: Grundschule (ehem. Landwirtschaftsschule), - Denkmaltyp: Bauliche Anlage, Sachgesamtheit: ehem. Landwirtschaftsschule mit Direktorenhaus | BW                               |
| 5160 Wikidata  | Bei der Hohen Burg (53° 59′ 51″ N, 9° 15′ 58″ O) | Alter Friedhof: Torkapelle                | Alteintragung (Aktualisierung vorgesehen) - Begründung: Alteintragung (Aktualisierung vorgesehen) - Schutzumfang: Alteintragung (Aktualisierung vorgesehen) - Denkmaltyp: Bauliche Anlage | weitere Fotos \| Fotos hochladen |
| 24491          | Holzmarkt 7 (53° 59′ 53″ N, 9° 15′ 43″ O)        | Amtsgebäude                               | Amtsgebäude; 1891; zweigeschossiger, schlanker Sichtziegelbau mit übergiebeltem Seitenrisalit mit Freigebinde und schiefergedecktem Steilsatteldach mit Rautenmuster, Gesimsgliederung und Glasurziegelbänderung - Begründung: geschichtlich, städtebaulich - Schutzumfang: Amtsgebäude, - Denkmaltyp: Bauliche Anlage                                                                                         | BW                               |
| 24492 Wikidata | Lindenstraße 5 (53° 59′ 58″ N, 9° 15′ 47″ O)     | Wohnhaus                                  | Alteintragung (Aktualisierung vorgesehen) - Begründung: Alteintragung (Aktualisierung vorgesehen) - Schutzumfang: Alteintragung (Aktualisierung vorgesehen) - Denkmaltyp: Bauliche Anlage | weitere Fotos \| Fotos hochladen |
| 27981 Wikidata | Lindenstraße 5 (53° 59′ 58″ N, 9° 15′ 46″ O)     | Gartenzaun                                | Alteintragung (Aktualisierung vorgesehen) - Begründung: Alteintragung (Aktualisierung vorgesehen) - Schutzumfang: Alteintragung (Aktualisierung vorgesehen) - Denkmaltyp: Bauliche Anlage | Fotos hochladen                  |
| 8663           | Unterm Cleve 111 (53° 59′ 23″ N, 9° 15′ 25″ O)   | Villa                                     | Villa; 1908, Bauherr und Planung Peter Warringsholz; eingeschossiger Putzbau mit Standerker, Loggia, Fachwerkgiebel und ziegelgedecktem Steilsatteldach und kleinem Anbau in Hanglage; mit Garten - Begründung: geschichtlich, künstlerisch, städtebaulich - Schutzumfang: Villa, Villengarten - Denkmaltyp: Bauliche Anlage                                                                                   | BW                               |

## Gründenkmale
| Objekt-ID      | Lage                                   | Offizielle Bezeichnung | Beschreibung | Bild                             |
| -------------- | -------------------------------------- | ---------------------- | --- | -------------------------------- |
| 19670 Wikidata | Am Markt (53° 59′ 47″ N, 9° 15′ 53″ O) | Kirchhof               | Alteintragung (Aktualisierung vorgesehen) - Begründung: geschichtlich, Kulturlandschaft prägend - Schutzumfang: Kirchhof, Grabmale bis 1870 - Denkmaltyp: Gründenkmal, Sachgesamtheit: Petri-Kirche | weitere Fotos \| Fotos hochladen |

## Quelle
- Liste der Kulturdenkmale in Schleswig-Holstein – Kreis Dithmarschen (PDF)

- Karte mit allen Koordinaten:
- OSM |
- WikiMap